# República de Danzig
La Ciutat Lliure de Danzig, o República de Danzig, era una ciutat estat semi-independent establerta per Napoleó el 9 de setembre de 1807. Havia conquerit la ciutat en Guerres napoleòniques després d'un setge al maig del mateix any. Després del Congrés de Viena de 1814-1915, Danzig és reincorporada en el Regne de Prússia.

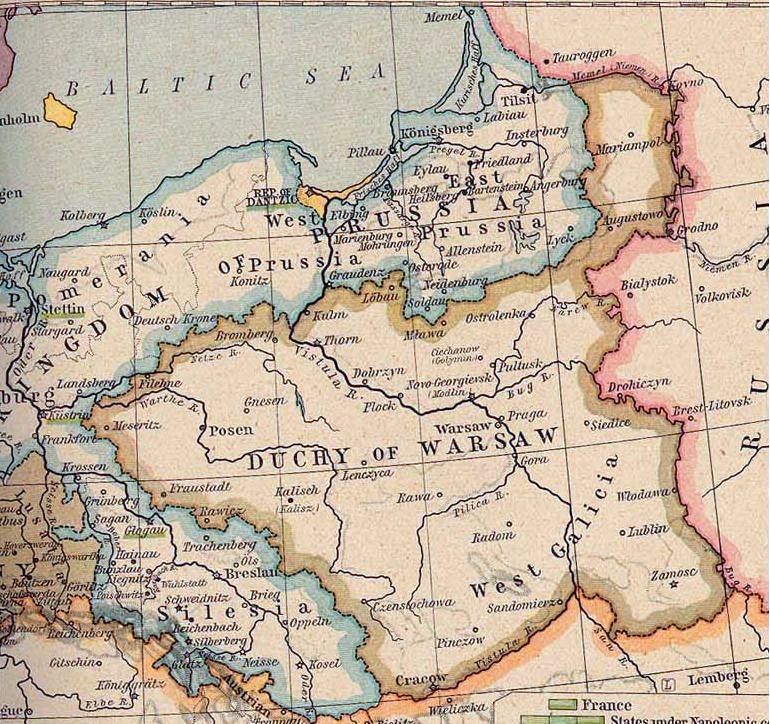
Ciutat lliure de Danzig (groc) a la costa bàltica, estava envoltada per Prússia i, al sud, pel Ducat de Varsòvia

Prússia havia adquirit la Ciutat de Danzig (en l'actualitat, Gdańsk, a Polònia) amb la Segona Partició de Polònia el 1793. Després de la derrota del Rei Frederic Guillem III de Prússia a batalla de Jena-Auerstädt del 1806 i d'acord amb el Tractat de Tilsit de 9 de juliol del 1807 es creà el territori de l'estat lliure de Danzig a partir de terres que van fer part de la província de la Prússia Oriental. Segons aquest tractat la República de Danzig comprenia la ciutat i els afores rurals a la desembocadura del Vístula incloent-hi el barri d'Oliva (o Oliwa), juntament amb la Península de Hel, el seu far i la meitat del sud del cordó del Vistula fins a Narmeln, aleshores una vila prussiana i ara del tot abandonada al llindar de la frontera de l'oblast de Kaliningrad i Polònia.
La República de Danzig fou proclamada oficialment el 21 de juliol del 1807 gairebé dos mesos després de l'ocupació francesa que va començar el 27 de maig. Prussia i el Regne de Saxònia governat per Frederic August, també Duc de Varsòvia foren assignats poders de garantia. El mariscal François Joseph Lefebvre, comandant del setge de Danzig, va rebre el títol honorífic de Duc de Danzig de les mans de Napoleó, tot i que el governant real de la ciutat era el general francès Jean Rapp. Els ciutadans eren obligats a allotjar les tropes del Grande Armée de Napoleó i pagar grans tributs per preparar la invasió francesa de Rússia del 1812.
Després de la retirada francesa, les forces russes imperials van assetjar la ciutat des de la fi de gener fins al 29 de novembre del 1813. Els aproximadament 40.000 soldats francesos que encara hi eren aquarterats, van abandonar la ciutat el 2 de gener del 1814. Tot i que les autoritats prussianes van fer de Danzig la capital de la Prússia Oriental i centre administratiu del Regierungsbezirk Danzig, la ciutat va perdre molta autonomia.